# 斯卡爾納

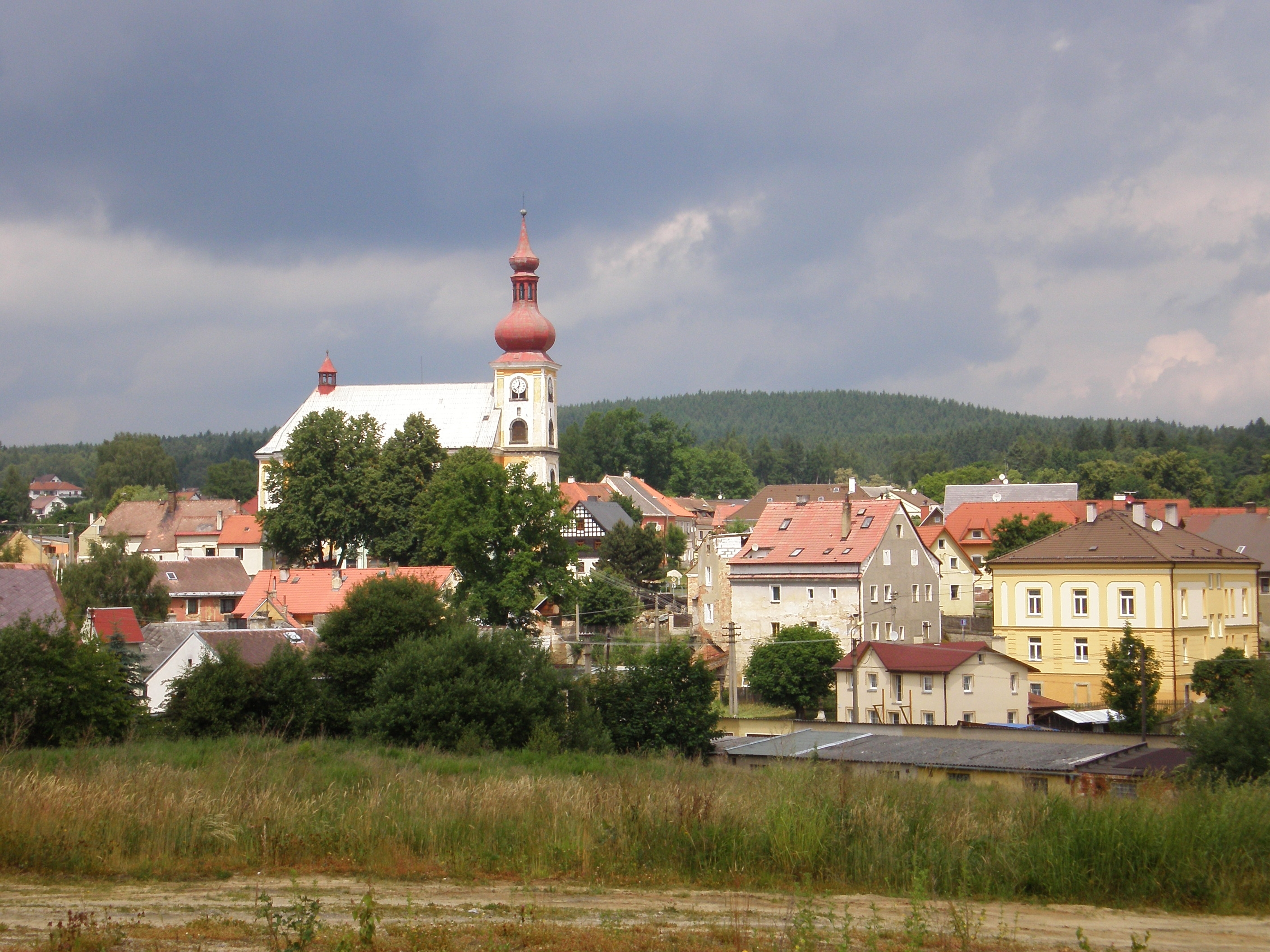

斯卡爾納是捷克的城鎮，位於該國西部，距離海布12公里，由卡羅維發利州負責管轄，始建於十二世紀，面積23.44平方公里，海拔高度465米，2009年人口1,950。

## 外部連結
- （捷克文） Municipal website （页面存档备份，存于）